# Õ
Cette page contient des caractères spéciaux ou non latins. S’ils s’affichent mal (▯, ?, etc.), consultez la page d’aide Unicode.
Õ (minuscule : õ), appelé O tilde, est un graphème utilisé dans l’écriture de l’apalai, de l’estonien, du guarani, du kaliko, du nauruan, de l’umbundu, de l’odual, du portugais, du tchourama, du vietnamien, du zarma. Il s’agit de la lettre O diacritée d’un tilde.

## Utilisation
En français, ‹ õ › est uniquement utilisé dans certains mots d’emprunt et n’est pas traditionnellement considéré comme faisant partie de l’alphabet.
En ancien français, elle remplace on ou om dans certains manuscrits.
Le O tilde représente généralement la voyelle mi-fermée postérieure arrondie ou mi-ouverte postérieure arrondie nasalisée, /õ/ ou /ɔ̃/.
En nauruan, ‹ õ › représente la voyelle mi-fermée antérieure arrondie /ø/.
En vietnamien, le tilde indique un ton montant glottalisé et la lettre ‹ o › indique la voyelle mi-ouverte postérieure arrondie /ɔ/.
En estonien, ‹ õ › représente la voyelle /ɤ/. C’est la vingt-quatrième lettre de l’alphabet, située entre V et Ö. En võro, cette lettre se prononce de la même manière.
En informatique, plus particulièrement en théorie de la complexité, elle renvoie à la notation de Landau pour une fonction bornée à un facteur poly-logarithmique près. Formellement, {\displaystyle f(n)={\tilde {O}}(g(n))\Longleftrightarrow \exists k\in \mathbb {N} ,f(n)=O(g(n)\log ^{k}(g(n)))}.

## Représentations informatiques
Le O tilde peut être représenté avec les caractères Unicode suivants
- précomposé (supplément latin-1)[1] :

| formes    | représentations | chaînes de caractères | points de code | descriptions                    |
| --------- | --------------- | --------------------- | -------------- | ------------------------------- |
| capitale  | Õ               | Õ                     | U+00D5         | lettre majuscule latine o tilde |
| minuscule | õ               | õ                     | U+00F5         | lettre minuscule latine o tilde |

- décomposé (latin de base, diacritiques) :

| formes    | représentations | chaînes de caractères | points de code | descriptions                                |
| --------- | --------------- | --------------------- | -------------- | ------------------------------------------- |
| capitale  | Õ               | O◌̃                    | U+004F U+0303  | lettre majuscule latine o diacritique tilde |
| minuscule | õ               | o◌̃                    | U+006F U+0303  | lettre minuscule latine o diacritique tilde |